# John Aylward
John Aylward (7 de novembro de 1946 - 16 de maio de 2022) foi um ator americano. Ele era mais conhecido por interpretar o ex-presidente do DNC Barry Goodwin na série de televisão da NBC The West Wing e por interpretar o Dr. Donald Anspaugh na série de televisão da NBC ER. Ele também deu voz ao Dr. Arne Magnusson em Half-Life 2: Episode Two.

## Biografia
Aylward nasceu e foi criado em Seattle, Washington. Ele frequentou a escola St. Joseph's Grade e foi para a Prep High School, mas se formou na Garfield High School em 1965. Ele se formou no Programa de Treinamento de Atores Profissionais da Universidade de Washington em 1970. Ele foi um dos fundadores, em 1973, do Seattle's Empty Space Theatre, e trabalhou regularmente como membro da companhia do Seattle Repertory Theatre. Ele apareceu em dramas de David Mamet, Arthur Miller e Tennessee Williams. Carol Flynt, co-produtora de ER, ofereceu-lhe uma audição pela primeira vez depois de vê-lo em uma produção de 1996 de "Psychopathia Sexualis" no Mark Taper Forum em Los Angeles.
Ele apareceu em vários programas de televisão. Ele interpretou o padre Edward Devine no filme de drama esportivo de 2020, The Way Back.
Aylward morreu em Seattle em 16 de maio de 2022, aos 75 anos.